# Kazimierz Panek
Kazimierz Panek (ur. 15 lutego 1873 w Oświęcimiu, zm. 13 listopada 1935 w Bydgoszczy) – polski lekarz i weterynarz, profesor Akademii Medycyny Weterynaryjnej we Lwowie, działacz turystyczny, członek Komendy Związkowej Stałych Drużyn Sokolich, taternik i narciarz, współzałożyciel i pierwszy redaktor czasopisma „Taternik”.

## Edukacja i działalność zawodowa
Ukończył Gimnazjum św. Anny w Krakowie, a następnie rozpoczął studia medyczne na Uniwersytecie Jagiellońskim, gdzie w 1897 roku uzyskał stopień doktora medycyny. W 1903 roku rozpoczął studia weterynaryjne na Akademii Medycyny Weterynaryjnej we Lwowie. Ukończył je w 1906 roku, uzyskując dyplom lekarza weterynarii i stanowisko profesora nadzwyczajnego. Siedem lat później został mianowany profesorem zwyczajnym w dziedzinie fizjologii. 
W latach 1918–1920 pełnił funkcję rektora Akademii. Wykładał również na Uniwersytecie Lwowskim oraz na Politechnice Lwowskiej.
Podczas I wojny światowej pracował w armii austro-węgierskiej, kierując centralnym laboratorium bakteriologiczno-epidemiologicznym w Wiedniu i organizując szpitale zakaźne. Po odzyskaniu przez Polskę niepodległości przeniósł się do Bydgoszczy, gdzie objął kierownictwo Wydziału Higieny Zwierząt Państwowego Instytut Naukowo-Rolniczego (który od 1927 roku stał się oddziałem Państwowego Instytutu Naukowego Gospodarstwa Wiejskiego w Puławach). Prowadził wówczas badania w zakresie chemii bakteriologicznej, związane m.in. z bakteriami gruźlicy i nosacizny.

## Działalność w skautingu i polityczna
Od początku XX wieku aktywnie zaangażował się w działalność społeczną i turystyczną. Od około 1900 roku był członkiem Towarzystwa Gimnastycznego „Sokół”, zaś od 1911 roku był działaczem skautingu (w latach 1914-1918 był naczelnym komendantem skautowym). 
Był również działaczem politycznym i społecznym o narodowodemokratycznych przekonaniach: w 1925 roku przewodził bydgoskim strukturom Związku Ludowo-Narodowego.

## Działalność turystyczna, taternicka i narciarska
Taternictwo uprawiał w okresie około 1900-1909, od. ok. 1903 przewodził nieformalnej grupie taterników „Bacówka” (liczącej około 10 osób, w tym m.in. Ignacego Króla). Należał do Towarzystwa Tatrzańskiego, w latach 1906-1907 był wiceprzewodniczącym, a w okresie 1907-1909 przewodniczącym Sekcji Turystycznej Towarzystwa Tatrzańskiego (z której wywodzi się późniejszy Klub Wysokogórski). Wśród wielu osiągnięć organizacyjnych m.in. doprowadził wtedy do powstania Taternika i został jego pierwszym redaktorem (1907, a w okresie 1907-1910 był w kolegium redakcyjnym). 
W 1907 roku został współzałożycielem i pierwszym prezesem Karpackiego Towarzystwa Narciarzy we Lwowie, któremu przewodniczył do 1909 roku.
Został pochowany na bydgoskim cmentarzu św. Wincentego à Paulo.

## Rodzina
Miał syna Jerzego, taternika, autora artykułów o tematyce górskiej, studenta medycyny na Uniwersytecie w Poznaniu i tajnym Uniwersytecie Warszawskim. Jerzy Panek zginął na jesieni 1943 w Warszawie jako Jerzy Lipiński. Taternictwo uprawiały także siostra Kazimierza, Władysława Panek-Jankowska, oraz jego żona, lekarka Flora Mira Ogórek-Pankowa.